# Perotis patens
Perotis patens är en gräsart som beskrevs av Michel Gandoger. Perotis patens ingår i släktet Perotis och familjen gräs. Inga underarter finns listade i Catalogue of Life.